# Johannes Öhman
Sven Johannes Öhman, född 22 juli 1967 i Högalids församling i Stockholm, är konstnärlig ledare, balettchef och f.d. balettdansör  
Han är son till lingvistikprofessorn Sven Öhman och TV-producenten Birgitta Öhman.  

## Biografi
Öhman studerade vid Kungliga Svenska Balettskolan samt för Konstantin Damianov och Ellen Rasch i Stockholm och i Paris för Raymond Franchetti och Michail Messerer. Öhman vann Parisoperans pris vid Paris International Ballet Competition 1986 och samma år var han finalist i Varna International Ballet Competition. 1987 representerade han Sverige vid Eurovision Young Dancers i Schwetzingen.
1987 anställdes han vid Kungliga Baletten, där han utnämndes till solist 1991. Mellan 1986 och 1988 var han solist på Basler Ballett i Schweiz.
Öhman har arbetat som lärare vid Cullbergbaletten, Balettakademien i Stockholm och Kungliga Baletten.
År 2002–2007 var Öhman konstnärlig ledare för Stockholm 59° North, 2007–2011 chef för Göteborgsoperans Danskompani och 2011–2017 chef för Kungliga Baletten. Perioden 2018–2020 var Öhman konstnärlig ledare för Staatsballett i Berlin. Sedan september 2020 är han teaterchef på Dansens hus i Stockholm.

## Göteborgsoperans Danskompani
År 2007–2011 var Johannes Öhman chef för Göteborgsoperans Danskompani (tidigare Göteborgsoperans balett). 
Under dessa år skapades verk av bland andra:
- Alexander Ekman (urpremiär)
- Kenneth Kvarnström (urpremiär)
- Johan Inger (urpremiär)
- Jiri Kylian
- Jorma Elo (urpremiär)
- Gunilla Heilborn (urpremiär)
- Stijn Celis (urpremiär)
- Cristina Caprioli (urpremiär)
- Mats Ek
- Medhi Walerski (urpremiär)
- Tilman O’Donnell (urpremiär)
- Jeanette Langert (urpremiär)
- Lukas Timulak (urpremiär)
- Örjan Andersson (urpremiär)
- Rui Horta (urpremiär)
- Fernando Melo (urpremiär)
- Wim Vandekeybus (urpremiär)
- Sasha Waltz

## Kungliga Baletten
2011 tillträdde han som chef för Kungliga Baletten. Öhmans första initiativ som balettchef var bland annat att beställa en ny helaftonsbalett av Mats Ek, Julia & Romeo, som även gästspelat på Parisoperan, i London, Tyskland och USA.
Under åren på Kungliga baletten breddade Öhman kompaniets repertoar, och bland de uppsättningar han beställt/satt upp märks: 
- Don Quijote (Nurejev)
- Svansjön (Conus)
- Drömmen om Svansjön (Isberg; urpremiär)
- Giselle (Makarova)
- Törnrosa (Haydée)
- Onegin (Cranko)
- Alice i underlandet (Wheeldon)
- Nötknäpparen (Isberg)
- Raymonda (Lidberg, urpremiär)
- Sylfiden (Andersen)
- Pontemolle (Andersen; urpremiär)
- Julia och Romeo (Ek; urpremiär)
- Svansjön (Ek)
- Midsommarnattsdröm (Ekman; urpremiär)
- Sharon Eyal (urpremiär)
- Sasha Waltz
- Crystal Pite
- Wim Vandekeybus
- William Forsythe
- David Dawson
- Alexander Ekman (urpremiär)
- Stijn Celis (urpremiär)
- Emanuel Gat (urpremiär)
- Olivier Dubois (urpremiär)
- Johan Inger (urpremiär)
- Örjan Andersson (urpremiär)

Som chef för Kungliga Baletten har Öhman också tagit ut kompaniet i världen, med gästspel hos/i: L’Opéra de Paris (Palais Garnier), Washington DC (Kennedy Center of Performing Arts), Los Angeles (Segerstrom Hall), London (Sadler's Wells Theatre), Luxemburg, Bonn, Ludwigshafen

## Staatsbalett Berlin
I augusti 2018 blev Johannes Öhman ny konstnärlig chef för Staatsballett Berlin - Tysklands största balettkompani. Efter en turbulent start blev hans två år i det tyska teaterhuset en historia av idel succéer. Publiken strömmade till och programläggningen hyllades för att vara progressiv och intresseväckande. 2019 utsågs Staatsballett Berlin till årets danskompani av den tyska danstidskriften Tanz.  

## Priser och utmärkelser
- 1987 Swedish Eurovision Dance Competition 1:a pris
- 1986 Varna International Ballet Competition Finalist
- 1986 Paris International Ballet Competition “Prix Rayonnement”
- 1990 Mariane Orlandos stipendium[2]
- 2015 Olivier Awards, Best New Dance Production, Mats Ek’s Juliet & Romeo
- 2016 Litteris et Artibus[3]
- 2017 Kungliga Operans hedersmedalj

## Övriga uppdrag
- 2016–2018 Kurator för Göteborgs dans- och teaterfestival